# アーリントン (オハイオ州)
アーリントン (Arlington) は、アメリカ合衆国オハイオ州ハンコック郡に位置する村である。2000年現在の国勢調査で、この村は総人口490人である。

## 地理
アーリントンは、北緯40度53分36秒、西経83度39分1秒 (40.893305, -83.650322) に位置している。
アメリカ合衆国統計局によると、この村は総面積1.9 km2 (0.7 mi2) である。このうち1.9 km2 (0.7 mi2) が陸地で水地域が存在しない。

## 人口動静
2000年現在の国勢調査で、この村は人口1,351人、520世帯、及び361家族が暮らしている。人口密度は714.6/km2 (1,851.7/mi2) である。285.1/km2 (738.8/mi2) の平均的な密度に539軒の住宅が建っている。この村の人種的な構成は白人99.48%、アフリカン・アメリカン0.15%、ネイティブ・アメリカン0.00%、アジア0.00%、太平洋諸島系0.00%、その他の人種0.00%、及び混血0.37%である。ここの人口の0.22%はヒスパニックまたはラテン系である。
212世帯のうち、25.9%が18歳未満の子供と一緒に生活しており、52.4%は夫婦で生活している。9.4%は未婚の女性が世帯主であり、33.5%は家族以外の住人と同居している。30.2%は独身の居住者が住んでおり、17.5%は65歳以上で独身である。1世帯の平均人数は2.31人であり、結婚している家庭の場合は、2.87人である。
人口の25.9%が18歳未満で、5.3%が18歳から24歳、22.4%が25歳から44歳、24.7%が45歳から64歳、21.6%が65歳以上である。平均年齢は43歳である。女性100人に対し、83.5人が男性である。18歳以上の女性100人に対し、83.3人が18歳以上の男性である。
この村の世帯ごとの平均的な収入は30,537 USドルであり、家族ごとの平均的な収入は37,083 USドルである。男性は25,938 USドルに対して女性は17,031 USドルの平均的な収入がある。この村の一人当たりの収入 (per capita income) は14,643 USドルである。人口の14.9%及び家族の11.9%は貧困線以下である。全人口のうち18歳未満の24.6%及び65歳以上の12.5%は貧困線以下の生活を送っている。